# Andrej Babiš
Andrej Babiš (phát âm tiếng Séc: [ˈandrɛj ˈbabɪʃ]; sinh ngày 02 tháng 9 năm 1954) là một doanh nhân, nhà kinh doanh và chính trị gia người Séc. Ông là người sáng lập và lãnh đạo của ANO 2011, và là Thủ tướng Chính phủ chỉ định sau khi đảng của ông giành được ghế nhiều nhất trong cuộc bầu cử tháng 2 năm 2017.
Babiš sinh ra tại Bratislava ở Slovakia, trong một gia đình người Slovakia. Ông trở thành thành viên của Đảng Cộng sản Tiệp Khắc năm 1980, và bị buộc tội là cựu điệp viên của cả hai lực lượng bảo vệ bí mật nhà nước Tiệp Khắc, StB, và KGB. Ông từng là Bộ trưởng Tài chính Cộng hòa Séc và Phó Thủ tướng chịu trách nhiệm về nền kinh tế từ tháng 1 năm 2014 đến tháng 5 năm 2017 cho đến khi ông bị Bohuslav Sobotka bác bỏ vì cáo buộc về những bất thường về tài chính. Babiš đã dẫn ANO 2011 kể từ khi thành lập nó vào năm 2012 như là một phong trào phản đối chống lại chính trị được thiết lập. Ông là thành viên của Phòng Thương mại (MP) từ năm 2013. Babiš, người giàu thứ hai ở Cộng hòa Séc, là cựu CEO và là chủ sở hữu duy nhất của tập đoàn Agrofert với giá trị ròng khoảng 4.04 tỷ đô la theo Bloomberg.
Andrej Babiš đã bị Thủ tướng Bohuslav Sobotka sa thải khỏi chính phủ vào ngày 24 tháng 5 năm 2017 sau một cuộc khủng hoảng liên minh kéo dài hàng tháng ban đầu bắt đầu với các cáo buộc rằng ông ta không phải đóng thuế như là giám đốc điều hành của Agrofert vào năm 2012. Mặc dù vậy, Babiš được coi là một trong các chính trị gia nổi tiếng nhất tại Cộng hòa Séc. Babiš đã được nhiều nhà bình luận mô tả như là "Donald Trump của Cộng hòa Séc."
Trong nhiệm kỳ của mình tại Bộ Tài chính, Babiš giới thiệu các chính sách gây tranh cãi như đăng ký bán hàng điện tử, được gọi là EET, đề xuất tính phí ngược lại đối với thuế giá trị gia tăng và báo cáo kiểm soát VAT cho các công ty. Ông đã bị chỉ trích vì đã thắt chặt sự quản lý của các doanh nghiệp vừa và nhỏ và là doanh nghiệp tư nhân, đồng thời làm ngơ trước những tập đoàn lớn và giúp đỡ Agrofert của ông ta. Những người ủng hộ ông nhấn mạnh thu nhập thuế cao hơn đối với ngân sách của chính phủ.
Babiš đã bị cảnh sát Séc và OLAF điều tra kể từ tháng 12 năm 2015 giữa các cáo buộc rằng một công ty vô danh ông kiểm soát bất hợp pháp các khoản trợ cấp từ Liên minh châu Âu. Tháng 9 năm 2017, quyền miễn trừ nghị viện của ông bị tước sau khi có yêu cầu của cảnh sát liên quan đến vụ án và Babiš chính thức bị buộc tội vào ngày 9 tháng 10 năm 2017.

## Tiểu sử
Ông sinh ngày 2 tháng 9 năm 1954 trong một gia đình người Slovakia ở Bratislava, Tiệp Khắc (nay là Slovakia). Cha của ông, một nhà ngoại giao và là đảng viên Đảng Cộng sản Tiệp Khắc, đại diện cho Tiệp Khắc trong các cuộc đàm phán với GATT tại Geneva với tư cách là một nhà tư vấn tại Liên Hợp Quốc. Ông là cháu của Ervin và Viera Scheibnervà là bạn của đức nhà máy gà.